# Tolmács (foglalkozás)

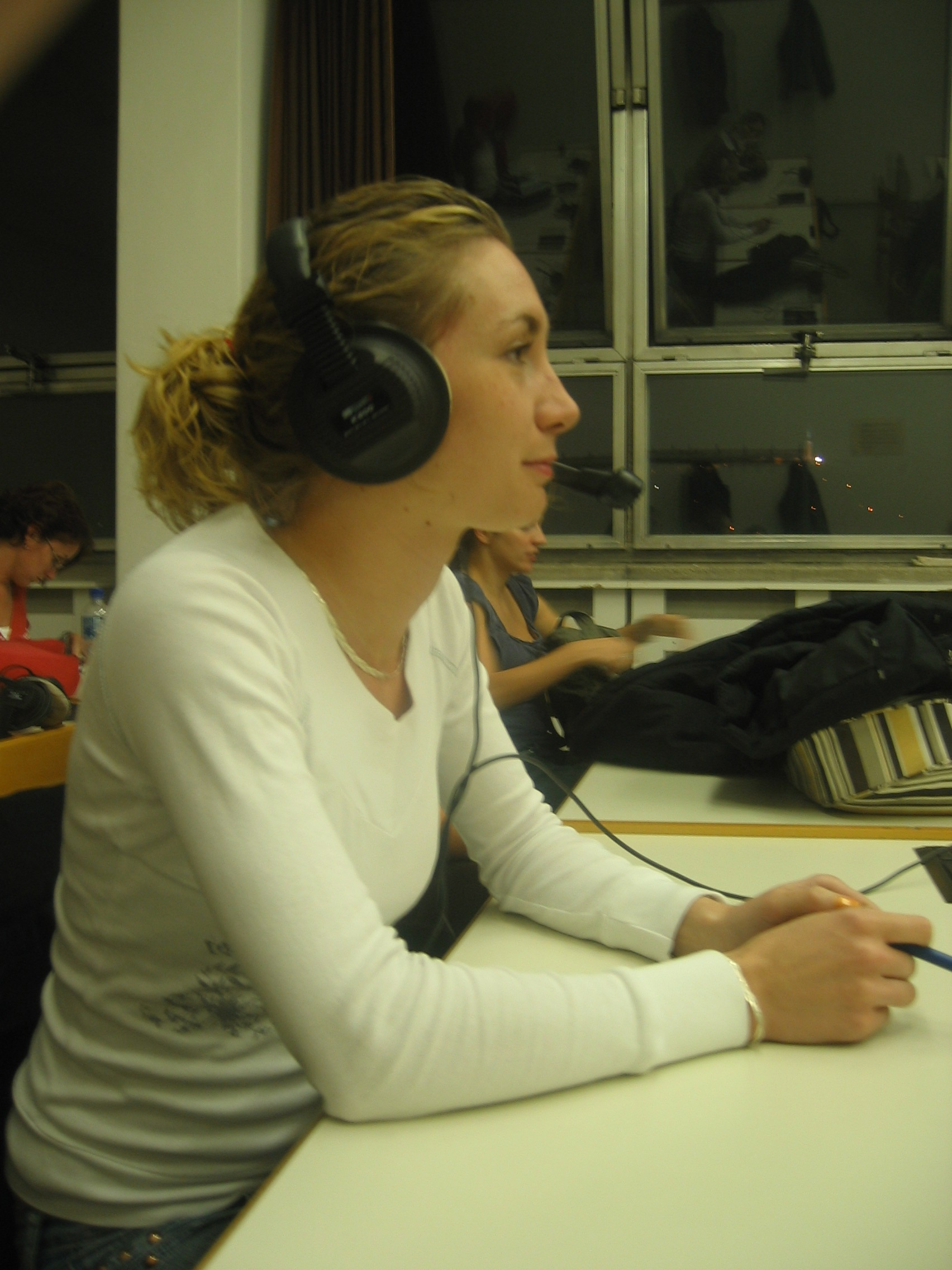
Tolmács munka közben

A tolmács kapcsolatot teremt két idegen nyelvű fél között és a mondanivalójukat közvetíti egymásnak. Egy jó tolmácsnak azt az érzetet kell teremtenie, mintha a két ember ugyanazon a nyelven beszélne. A tolmácsnak szinte anyanyelvi szinten kell beszélnie a megbízó nyelvét.

## A tolmácsolás fajtái
- Konszekutív (követő) tolmácsolás

Ez a tolmácsolási mód alkalmas kisebb létszámú megbeszélések, tárgyalások lebonyolításához. A tárgyalófelek néhány mondatonként, egy-egy gondolatmenetet befejezve megállnak, és megvárják, hogy a tolmács, aki közben esetleg jegyzetelt, összefoglalva tolmácsolja az elhangzottakat.
- Szinkrontolmácsolás

Nagyobb konferenciákon, rendezvényeken használatos ez a tolmácsolási forma. Az előadók folyamatosan beszélnek, a tolmácsok pedig egy erre kialakított kabinban ülve azonnal fordítják az elhangzottakat. Nagy fokú koncentráció- és figyelemmegosztó-képességet igénylő feladat, kétségkívül a legnehezebb tolmácsolási fajta.
- Kísérőtolmácsolás ("fülbesúgás")

Ebben az esetben a tolmács a megbízó mellett áll és a másik fél mondanivalóját osztja meg vele. Ez esetben csak a megbízó vagy rajta kívül 1-2 ember nem ismeri a másik fél nyelvét.

## Tolmácsképzés Magyarországon

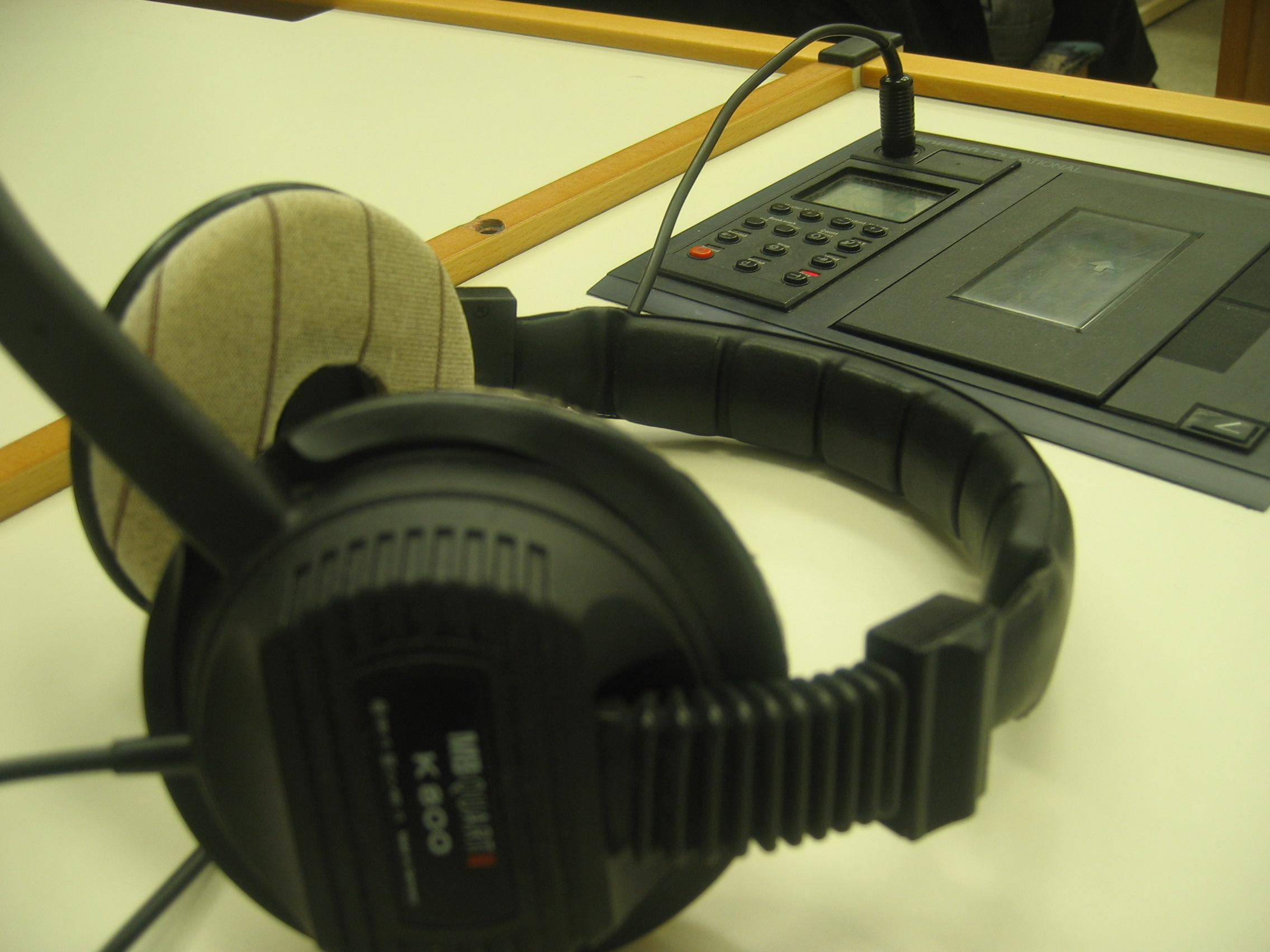
tolmácskészülék

- Fordító- és tolmácsképzők felsőoktatási intézményi keretek között, többféle nyelven, de a német, angol és a francia a legkedveltebb. Az Európai Unióban a francia nyelvre van a legnagyobb kereslet. Az egyetemi képzés lezárásaként a hallgató posztgraudális társadalomtudományi és gazdasági szakfordító és tolmács oklevelet kap. Ilyen képzés indul minden évben az ország nagyobb egyetemein, mint az ELTE, BME, Corvinus Egyetem, SZTE, PTE, Szombathely, Miskolc, Gödöllő. Az Eötvös Loránd Tudományegyetemen emellett lehetőség van EU-s szakfordítói és konferenciatolmács képesítés megszerzésére is.
- Szakfordítóképzések, főként német és angol nyelven, amelyeket az egyetemek nyelvi intézete szervez. Ezek más típusú egyetemi szakok (mint orvosi, mérnöki, agrártudományi) melletti részképzésben végezhetők.
- Fordító- és tolmácsképzők, amelyeket különböző nyelviskolák szerveznek.
- Fordító- és tolmácskurzusok, amelyek egyetemi, főiskolai nyelvszakok szerves részét alkotják és a hallgatók a tanterv részeként sajátítják el.

## A szakma elismertsége és kereslete
Az Európai Unióhoz való csatlakozás gyökeresen megváltoztatta a tolmácsok helyzetét Magyarországon. Ugrásszerűen megnőtt a kereslet irántuk, rengeteg különböző idegen nyelvet beszélő tolmácsot foglalkoztatnak az EU nemzetközi szervezetei, többek között Európai Parlament, Európai Bizottság, Európai Tanács, Európai Bíróság, Európai Központi Bank, Európai Beruházási Bank, Európai Számvevőszék, valamint az Európai Gazdasági és Szociális Bizottság.

## A jó tolmács kompetenciái
- jó reakcióidő
- monotónia-tűrés
- nagyvonalúság
- magabiztosság
- nyitottság
- figyelemmegosztó képesség
- jó memória
- jó stressztűrő-képesség
- kiváló általános intelligencia
- jól viseli az alárendeltséget
- szociális intelligencia
- empátia
- állandó önkontroll
- műszaki érzék
- jó állóképesség

A tolmács munkájának fontos része a testnyelv ismerete és alkalmazása. Fel kell ismernie, amikor a stressz problémát jelent számára a jó teljesítményhez, és tudnia kell azt kezelni. Különböző légző- és nyújtógyakorlatok lehetnek segítségére. A helyes (vagyis laza, pihentető) testtartás magabiztosságot kölcsönöz a tolmácsnak. A szemkontaktus és a mosoly elengedhetetlen hitelességének bizonyítására és sosem árt, ha a hallgatóság barátságosnak tartja. Kezdetben célravezetők és jellemzőek a megszokottnál élénkebb gesztusok (a szinkrontolmácsoknál ez természetesen nem szempont), a bátortalan mozdulatok nagyon árulkodóak és sokszor nem tükrözik a tolmács kompetenciáját. Minden információt úgy kell továbbítania, mintha ő is úgy gondolná, ahogyan az elhangzott. Nem grimaszolhat, nem fűzheti hozzá személyes véleményét az elmondottakhoz. Kontrollálnia kell mozdulatait és zavaró szokásait. Megfelelően kell használnia jegyzeteit, nem olvashatja fel teljes egészében, az ő fordításának is előadásszerűnek és hasonló stílusúnak kell lennie, mint az előadó mondanivalójának. A beszédében is tökéletességre kell törekednie: fontos a tiszta artikuláció, a helyes hangsúlyok, a mondandó tagolása, a helyes légzéstechnika és hangképzés.

## Külső hivatkozások
- A BME Gazdaság- és Társadalomtudományi Karának idegennyelvi központja